# Rhagonycha weichowensis
Rhagonycha weichowensis é uma espécie de coleoptera da família Cantharidae.

## Distribuição geográfica
Habita em Sichuan (China).